# Leng Tch'e (album)
Leng Tch'e là một EP ban nhạc Naked City. EP chỉ gồm một track duy nhất, thời lượng dài hơn nửa giờ. Nó được phát hành lần đầu tiên bởi hãng đĩa Japanese Toys Factory năm 1992. Phong cách của Leng Tch'e tựa như sludge metal phiên bản avant-garde, trái ngược với những nhạc phẩm trước đó của Naked City, vốn có nhịp điệu nhanh và nhiều sự chuyển tiếp giữa các phong cách âm nhạc khác nhau. EP này được tái phát hành năm 1997 chung với Torture Garden trong một album tổng hợp tên Black Box.
Bìa album là hình một nạn nhân bị "lăng trì" (i.e. leng tch'e), và đây cũng chính là nội dung của tác phẩm.

## Danh sách nhạc khúc
Soạn bởi John Zorn
1. "Leng Tch'e" – 31:37

## Thành phần tham gia
- John Zorn – alto sax, vocal
- Bill Frisell – guitar
- Wayne Horvitz – keyboard
- Fred Frith – bass
- Joey Baron – trống
- Yamatsuka Eye – vocal

## Phần bìa ghi chú
- Phát hành bởi Theatre of Musical Optics, BMI
- Sản xuất bởi John Zorn
- Thu âm bởi Alec Head
- Master bởi Bob Ludwig
- Thiết kế: Tomoyo T.L.
- Cảm ơn: Patton, the Melvins